# Fiorella a Bratrstvo křišťálu
Fiorella a Bratrstvo křišťálu je dobrodružný historický román s detektivní zápletkou. Autorem je český historik, publicista a spisovatel Vlastimil Vondruška. Vypráví příběh dcery italského alchymisty císaře Rudolfa II. Kniha je určena především dětským čtenářům a poprvé vyšla v roce 2006 v nakladatelství Albatros. Román se dočkal pokračování: Fiorella a záhada mrtvého netopýra (2007), Fiorella a hřbitov upírů (2012) a Fiorella a dům ztracených duší (2016).

## Děj
Do Kožné ulice, která se nachází nedaleko Staroměstského náměstí v Praze, se z Itálie přestěhuje nový dvorní alchymista Giovanni da Ponte, aby pracoval pro císaře Rudolfa II. Spolu s ním přijíždí i jeho dcera Fiorella. Ta se u otce učí jeho řemeslu. Protože ženy a dívky nemají podle tehdejších zvyků v laboratoři co dělat, převléká se za chlapce a před lidmi vystupuje jako alchymistův syn Rafael. V oblečení chlapce se jde také projít po okolí, kde se seznámí s Martinem a Lukášem, kteří bydlí ve stejné ulici jako ona, a stane se členem jejich party. Protože nosí na krku řetízek s kouskem křišťálu, začnou si říkat Bratrstvo křišťálu.
Společně se začnou věnovat pátrání po stříbře, které kdosi ukradl na radnici. Konšelé z krádeže obvinili Martinova otce, který na radnici pracuje jako městský písař. Všichni tři věří, že je nevinný, proto se rozhodnou přijít na to, kdo stříbro odcizil. Začíná tak příběh plný dobrodružství i nebezpečí, sestupují do sklepení městských domů, prohledávají každý kout, bojují s partou kluků ze sousední ulice. Nakonec se přece jen dostanou na stopu pachatele a za pomoci Lukášova strýce, rychtáře Přibíka, zločince odhalí.
Martinova matka Apolena uspořádá další den pro všechny zúčastněné oslavu, na kterou jsou pozváni jak Fiorella, tak i Rafael. Před mladou dívkou tak stojí těžké rozhodnutí – co si vezme na sebe? Bojí se totiž, že když přijde oblečená jako dívka, ztratí své kamarády. S rozhodnutím jí pomůže její otec, který jí věnuje dva řetízky s křišťálem a připomene jí, že v alchymii je tento kámen znamením čistoty a pravdy. Nakonec se na návštěvu vydá jako Fiorella a přizná se svým kamarádům, že je dívka.

## Přijetí díla a interpretace
Kritička Růžena Lepšová ve svém článku Dobrodružství ve staré Praze píše: „Pan Vondruška je skvělý vypravěč a své příběhy má moc dobře promyšleny a propracovány, jednak po stránce dějové a samozřejmě také po té historické. Slibuji, že se vám od knihy nebude chtít odcházet.“